# Pilea sumideroensis
Pilea sumideroensis är en nässelväxtart som beskrevs av Nathaniel Lord Britton. Pilea sumideroensis ingår i släktet pileor, och familjen nässelväxter. Inga underarter finns listade i Catalogue of Life.